# David Schoffel
David Schoffel (* 16. September 1948; † 17. Februar 2004) war Deutscher Meister im asiatischen Brettspiel Go. Er erreichte den 6. Amteur-Dan (6d).
Er war Deutscher Meister im Go im Jahre 1985. In den Jahren 1986 und 2000 hat er Deutschland auf der Amateurweltmeisterschaft in Japan vertreten und wurde Achter und Siebter.
Er starb am 17. Februar 2004 an einem Infarkt.